# Dothraki
Los Dothraki son un pueblo ficticio en las obras de Canción de hielo y fuego del escritor George R.R. Martin. Los Dothraki son guerreros nómadas que habitan en las inmensas llanuras del Mar Dothraki, en el continente de Essos. Los Dothraki poseen fama de ser formidables jinetes que se desplazan en grandes hordas conocidas como khalasar.
Los Dothraki parecen estar basados en los hunos que en el siglo V d. C. aterrorizaron los Imperios romanos de Occidente y Oriente, y en los mongoles que durante los siglos XIII y XIV extendieron sus conquistas desde China hasta Europa del Este.

## Sociedad y costumbres
Los Dothraki hacen del caballo el centro de su vida y de su sociedad. Para ellos, no solo es un medio de transporte o una fuente de alimento, sino también una deidad. Los Dothraki se desplazan continuamente a caballo, teniendo un estilo de vida nómada, en grandes tribus independientes unas de otras. Los caballos son también un símbolo de estatus entre los Dothraki; los más poderosos e influyentes montan majestuosos y veloces corceles, mientras que aquellos que caminan son los esclavos o los siervos, y los que montan en carros los inválidos, los niños y los ancianos. Es por todo esto que los Dothraki temen al mar, al desconfiar de cualquier agua que un caballo no pueda beber.
Cada una de las tribus Dothraki recibe el nombre de khalasar, el cual está dirigido por un Khal. Este título no es hereditario, aunque si bien el hijo de un Khal recibe el título de Khalakka (heredero), los Dothraki únicamente siguen al más fuerte, por lo que a la muerte de un Khal, su khalasar se suele disgregar entre uno o varios Dothraki que adoptan el título de Khal. Por debajo del Khal están los Kos, capitanes que dirigen al khalasar y siguen a su Khal. Este posee también una especie de guardianes personales conocidos como jinetes de sangre. Estos juran lealtad a su Khal y prometen protegerlo; cuando el Khal muere, sus jinetes de sangre le siguen en su defunción y viven solo el tiempo suficiente para vengarlo y llevar a su khaleesi hasta Vaes Dothrak.
Los Dothraki viven por y para la guerra, afirmándose que desde niños aprenden a disparar un arco montando a caballo. Su cultura no solo se basa en el nomadismo, sino también en el saqueo de otros pueblos y ciudades. Aunque los Dothraki no creen en la compra-venta de productos, si que se lucran con el negocio de los esclavos, o incluso luchando como mercenarios. Debido a su fama como guerreros hábiles y feroces, la mayoría de ciudades y pueblos deciden pagarles tributo antes que enfrentarse a ellos. Los Dothraki luchan habitualmente a caballo, vistiendo chalecos de cuero (desprecian las armaduras al considerarlas de cobardes); como armas emplean los arcos, lanzas, látigos, o el llamado arakh, una especie de espada curva mezcla entre el khopesh egipcio y la cimitarra árabe.

## Vaes Dothrak
Los Dothraki carecen de ciudades y desprecian a los habitantes de las mismas, pues consideran que todo aquello importante debe acontecer bajo el cielo y a la vista de todo el mundo. Sin embargo, la capital y única ciudad de los Dothraki es Vaes Dothrak. Esta ciudad solo está habitada por el Dosh Khaleen, las khaleesi de los Khal ya fallecidos. Los khalasar pueden residir temporalmente en Vaes Dothrak, pero mientras estén en ella no pueden portar armas ni derramar sangre, además todos los khalasar deben comportarse con fraternidad dentro de la ciudad, incluso aquellos que estén en guerra.
Vaes Dothrak posee un tamaño suficiente como para albergar a todos los khalasar del Mar Dothraki si fuera necesario. La ciudad está decorada con tesoros sustraídos de otras regiones. Vaes Dothrak tiene también una gran afluencia de comercio debido a su situación y su gran tamaño.